# Cecil Rhodes
Cecil John Rhodes (Bishop's Stortford; 5 de julio de 1853-26 de marzo de 1902-El Cabo), apodado «El Napoleón del Cabo», fue un magnate minero  y político británico del sur de África que ocupó el cargo de primer ministro de la Colonia del Cabo de 1890 a 1896. Ferviente partidario del imperialismo británico, Rhodes y su Compañía Británica de Sudáfrica fundaron el territorio sudafricano de Rodesia (actuales Zimbabue y Zambia), al que la compañía dio su nombre en 1895. La Universidad de Rhodes de Sudáfrica también lleva su nombre. Rhodes estableció las disposiciones de la beca Rhodes, que se financia con su patrimonio. También puso mucho empeño en su visión de un Ferrocarril de Ciudad del Cabo a El Cairo a través del territorio británico.
Hijo de un vicario, Rhodes nació en Netteswell House, Bishop's Stortford, Hertfordshire. Fue un niño enfermizo. Su familia lo envió a Sudáfrica cuando tenía 17 años con la esperanza de que el clima mejorara su salud. Entró en el comercio de diamantes en Kimberley en 1871, cuando tenía 18 años, y en las dos décadas siguientes consiguió un dominio casi total del mercado mundial de diamantes. Su empresa de diamantes De Beers, creada en 1888, mantuvo su protagonismo hasta el siglo XXI.
Rhodes entró en el Parlamento del Cabo con 27 años, en 1881, y en 1890 fue designado primer ministro. Durante su etapa como primer ministro, Rhodes utilizó su poder político para expropiar tierras a los africanos mediante la Ley Glen Grey, al tiempo que triplicaba el requisito de riqueza para votar en virtud de la Ley de Franquicias y Votos, lo que impedía a los negros participar en las elecciones. Tras supervisar la formación de Rodesia a principios de la década de 1890, se vio obligado a dimitir en 1896 tras la desastrosa Jameson Raid, un ataque no autorizado contra la República de Transvaal de Paul Kruger. La carrera de Rhodes nunca se recuperó; su corazón era débil y, tras años de mala salud, murió en 1902. 
Rhodes creía en muchas teorías conspirativas ahistóricas para justificar sus opiniones supremacistas blancas, como su creencia de que los antiguos griegos habían construido la civilización del Gran Zimbabue, y que los europeos blancos eran "la primera raza del mundo". Bajo el razonamiento de que "cuanto más mundo habitemos, mejor será para la raza humana", abogó por un vigoroso colonialismo de colonos y, en última instancia, por una reforma del Imperio Británico para que cada componente se autogobierne y esté representado en un único parlamento en Londres. Recientemente ha sido objeto de numerosas críticas: los historiadores lo califican de imperialista despiadado y supremacista blanco, y algunos activistas exigen que se retiren sus monumentos. Al explicar sus creencias sobre la supremacía blanca, Rhodes declaró que "si los blancos mantienen su posición como raza suprema, puede llegar el día en que todos agradezcamos tener a los nativos en su lugar".

## Infancia
Cecil John Rhodes nació el 5 de julio de 1853 en Bishop's Stortford, Hertfordshire, Inglaterra. Fue el quinto hijo de Francis William Rhodes y su segunda mujer, Louisa Peacock. Como pastor de la Iglesia de Inglaterra, su padre sirvió en la parroquia de Brentwood, Essex, durante quince años, hasta 1869, cuando se convirtió en el vicario de Bishop's Stortford, donde permaneció hasta 1876. 
Cecil Rhodes tuvo nueve hermanos y dos hermanas, y acudió a la escuela de Bishop's Stortford hasta que debido a una enfermedad que le afectó a los pulmones fue a vivir con un hermano a Natal, en una granja de algodón que este tenía en el valle de Umkomaas, a donde llegó el día 1 de septiembre de 1870.

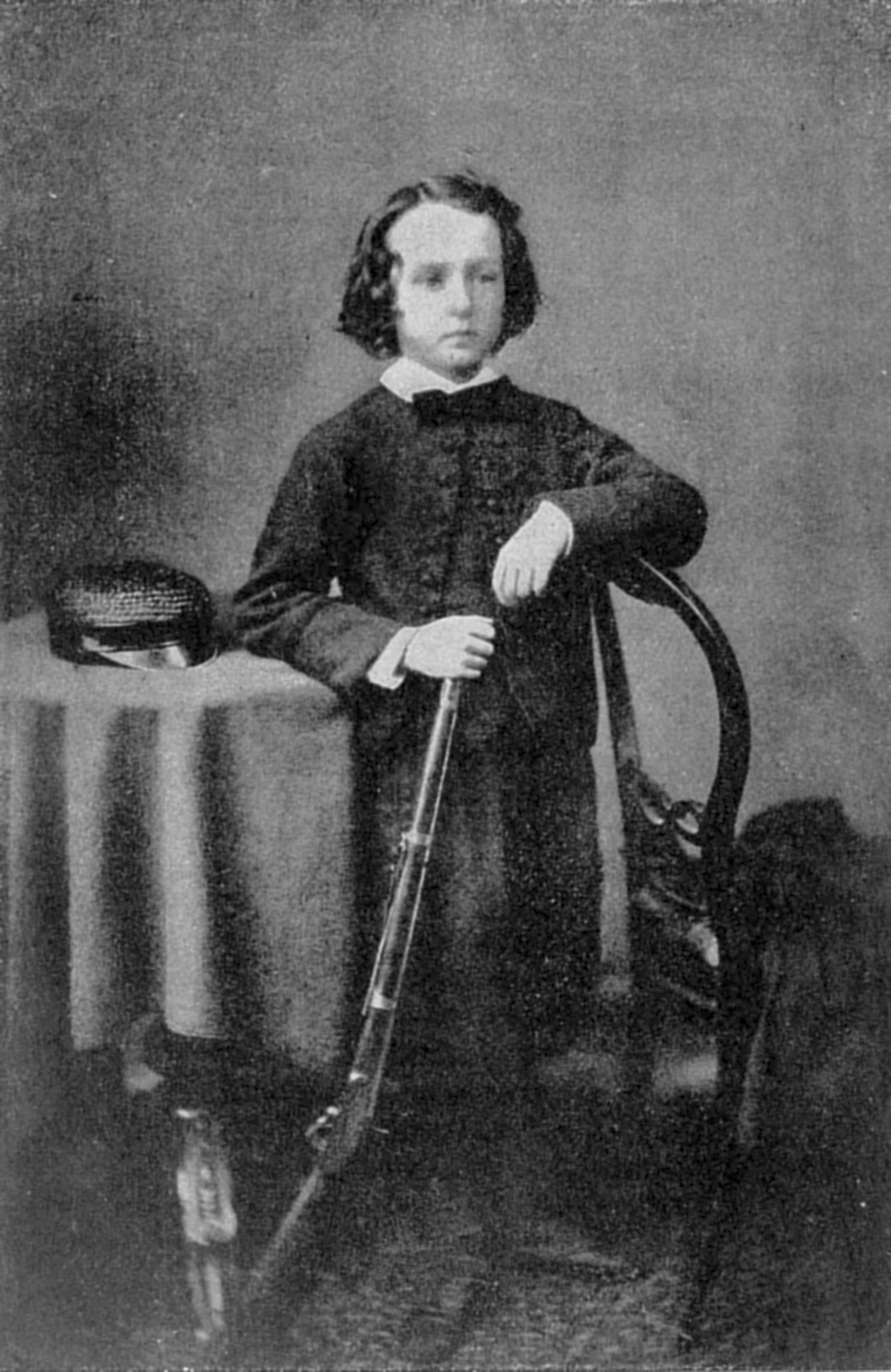
Cecil Rhodes, de niño (foto de antes de 1870).

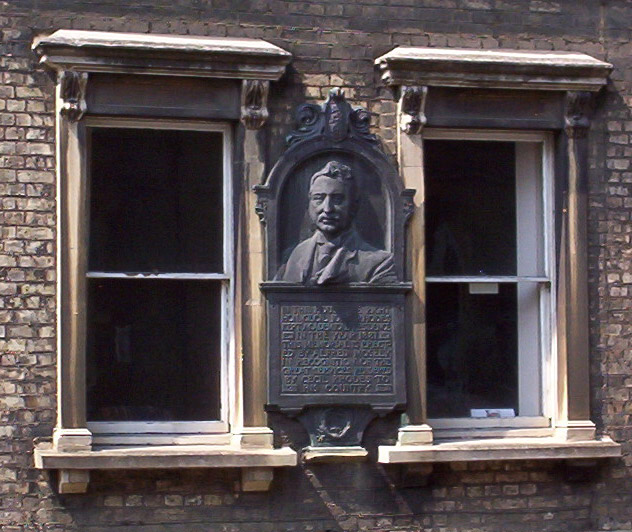
Retrato de Rhodes en la fachada de la casa de Oxford donde residió.

## Colonialismo británico en África

Rhodes fue el creador de la colonia de Rodesia.

Rhodes tenía un concepto místico del imperialismo. Se debe en gran parte a él la concepción del eje El Cabo-El Cairo, que durante mucho tiempo inspiró la política colonial británica y que acabó haciéndose realidad a costa de las aspiraciones portuguesas, francesas y alemanas en África. 
Rhodes utilizó su riqueza y la de su socio de negocios Alfred Beit y otros inversores para seguir su sueño de crear un Imperio británico en los nuevos territorios hacia el norte por la obtención de las concesiones minerales de los jefes más poderosos. La ventaja competitiva de Rhodes sobre otras empresas de prospección de minerales era su combinación de la riqueza y el «factor imperial».
El factor imperial fue un arma de doble filo: Rhodes no quería que significara que los burócratas de la Oficina Colonial de Londres interfirieran en el Imperio en África. Quería colonos británicos y políticos locales y gobernadores, como él. Esto lo puso en conflicto con muchos en Gran Bretaña, así como con los misioneros británicos que no estaban a favor de lo que sucedía en la colonia. Sin embargo, Rhodes ganó porque él iba a pagar para administrar los territorios al norte de África del Sur contra la minería en el futuro los beneficios, ya que la Oficina Colonial no tenía los fondos para hacerlo, y su presencia impediría a los portugueses, los alemanes o los bóeres realizar movimientos en el sur de África central. Las empresas y los agentes de Rhodes cimentaron estas ventajas mediante la obtención de concesiones mineras, como lo demuestran las concesiones de Lochner y Rudd.

## Diamantes

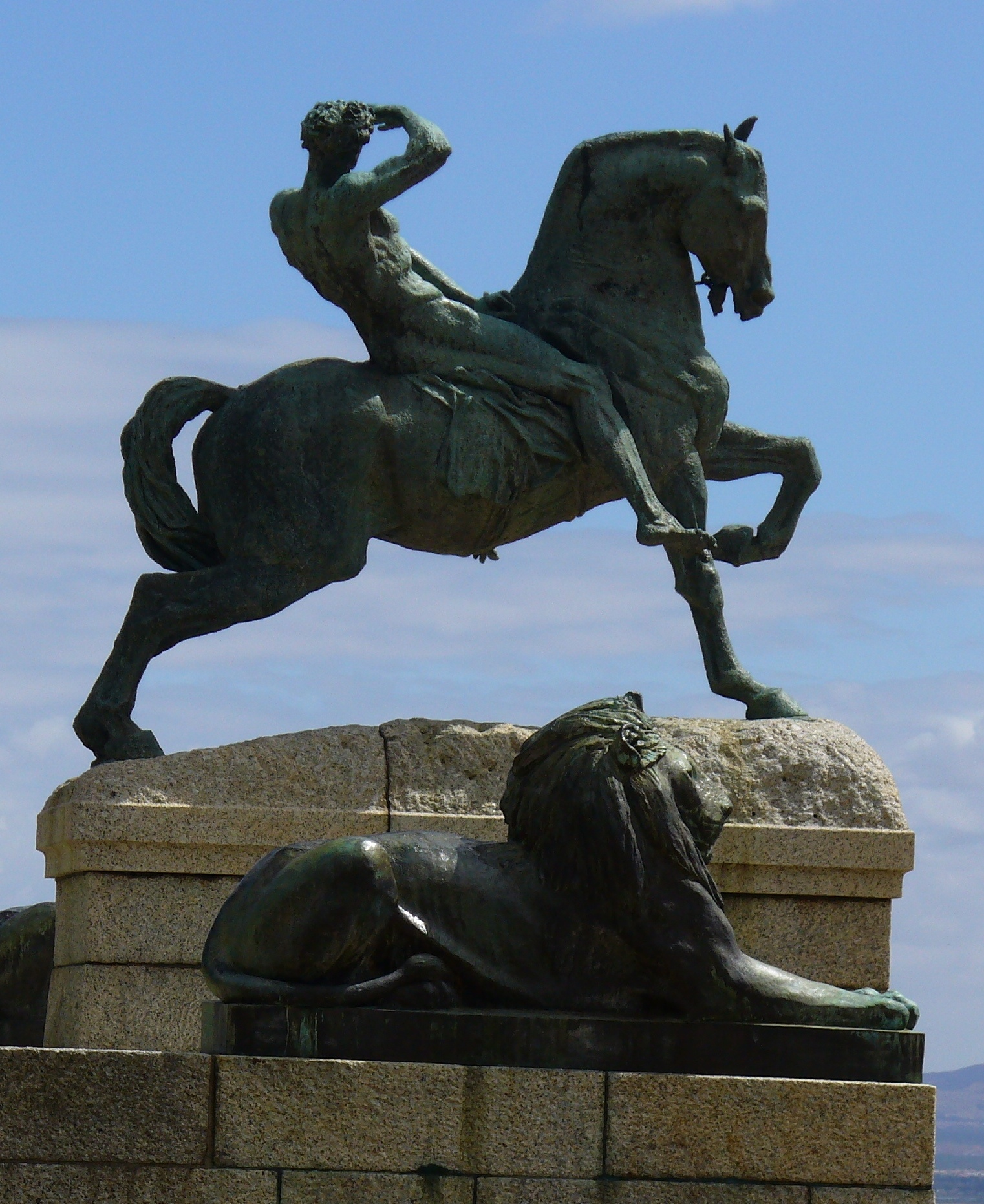
Monumento a Cecil Rhodes en Ciudad del Cabo.

En abril de 1880, Rhodes y Rudd fundan De Beers Mining Company, con 200 000 libras de capital, que en 1885 controlaba más del 50 % de las concesiones de Kimberley.

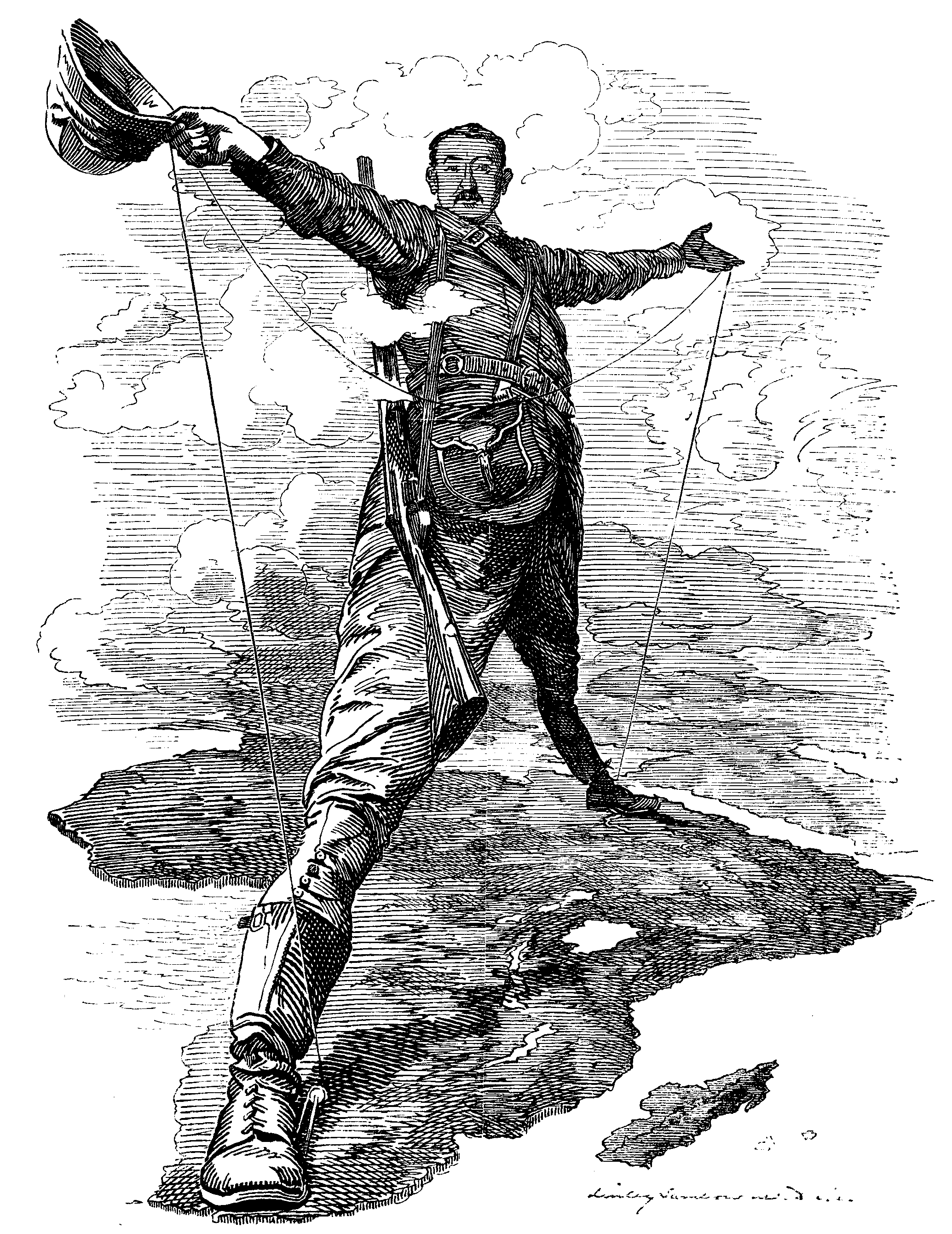
Caricatura de Cecil Rhodes. El proyecto del ferrocarril de El Cairo a Ciudad del Cabo de Cecil Rhodes. Fundador de la Compañía Minera De Beers, una de las primeras compañías de diamantes, Rhodes era además el dueño de la Compañía Británica de Sudáfrica, que forjó a Rodesia por sí sola. El quería «pintar el mapa de rojo (británico)», y declaró: «todas estas estrellas... estos vastos mundos que se mantienen fuera del alcance. Si pudiera, anexaría otros planetas».

En 1871, Rhodes decidió abandonar la granja de algodón de su hermano y dedicarse a explotar minas de diamantes africanas. Aunque en 1872 Rhodes sufrió un ataque al corazón, se recuperó, pudiendo también investigar las posibilidades de descubrir oro junto a su hermano, marchando al norte y llegando hasta Mafeking y Murchison.
En 1873, al anunciarse que la mina más rica de Kimberley estaba agotada, Rhodes se hizo con todas las licencias que le ofrecieron y se hizo rico al descubrirse más capas de diamantes debajo, que dejó al cuidado de su socio, Charles Rudd, y volvió a Inglaterra para completar sus estudios. Admitido en el Oriel College, solo estará un curso, y no regresó hasta 1876. En esta época, se ve influido por el discurso inaugural de John Ruskin, con lo que refuerza su entrega a la causa del imperialismo británico.
Rhodes decide entrar en política, y en 1880 se presenta para la Asamblea de la Colonia del Cabo por Barkley West, un distrito rural con mayoría de votos bóeres, pero consigue ser elegido. La principal preocupación del Parlamento de la Colonia del Cabo en aquel momento era el futuro de Basutolandia, donde el ministro Gordon Sprigg intentaba restaurar el orden después de una rebelión provocada por la política de desarmar a los basutos. En 1886, al descubrirse oro en Johannesburgo, Rhodes acaparó buena parte de las concesiones. En 1890 Rhodes se convirtió en el primer ministro de la Colonia del Cabo y promulgó leyes para beneficiar a los propietarios de minas e industrias, como la ley Glen Grey, que favorecía la expulsión de los negros de sus tierras para favorecer el desarrollo industrial. La política de Rhodes propició la consolidación del colonialismo británico en Sudáfrica, y entró en conflicto con la República Bóer del Transvaal. En 1895, Rhodes apoyó un ataque sobre el Transvaal, el Jameson Raid, que fracasó e hizo que Rhodes dimitiera como primer ministro.
Rhodes también usó su fortuna, la primera del mundo en su tiempo, para conseguir su sueño de expandir el imperio británico por África: Utilizó la fuerza de la guardia de su Compañía Británica de Sudáfrica, fundada en 1890, para colonizar, con granjeros blancos, Mashonaland, en el actual Zimbabue. Rhodes también fue esencial en el proyecto de construcción del ferrocarril de Ciudad del Cabo a El Cairo.
Rhodes tuvo conflictos con una princesa polaca llamada Catherine Radziwill. Al principio ella mintió diciéndole a los trabajadores de Rhodes que supuestamente tenían un romance entre ellos dos. Un día Radziwill pidió matrimonio a Rhodes, pero él se negó. Desde ese entonces, Radziwill odió a Rhodes y le prometió vengarse acusándolo falsamente de fraudes de préstamos.
Ayuda a Robert Baden-Powell a llegar a Ciudad del Cabo durante sus campañas militares en África.
Durante la Guerras de los Bóeres Rhodes ayudó a los británicos en el sitio de Kimberley, aunque su ayuda fue más una molestia que otra cosa. Rhodes disgustaba al teniente coronel Kekewich, por su incapacidad de cooperar con los militares. Rhodes demandaba a los militares que adoptaran sus ideas, en vez de seguir las de ellos.

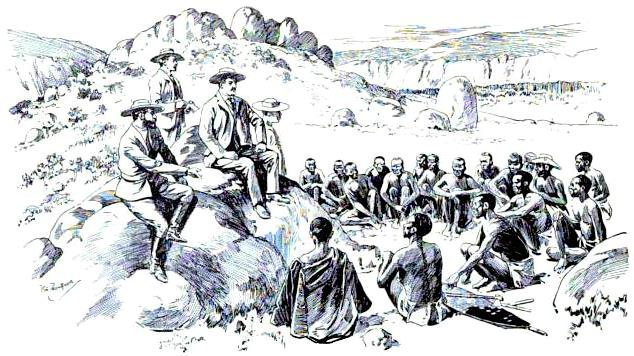
Rhodes y los Ndebele izinDuna hacen la paz en las Matopos Hills, según lo ilustró Robert Baden-Powell, 1896.

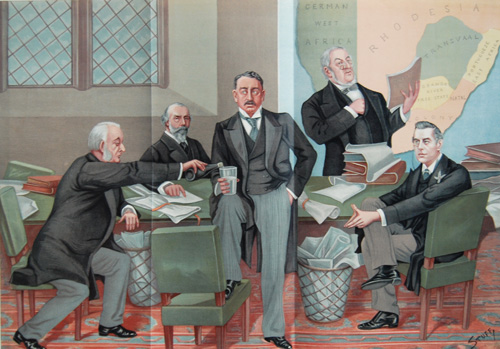
Pintura "Hacedores y rompedores de imperios" de Henry Wright, mostrando una escena en el Comité de Sudáfrica en 1897. De izquierda a derecha: el Fiscal General de Su Majestad la Reina de Inglaterra, Richard Webster, Henry Labouchère (recordado por la Enmienda Labouchere en el parlamento británico, que por primera vez criminalizó toda actividad homosexual masculina), Cecil Rhodes, "El Escudero de Malwood" William Harcourt, y el empresario y político Joseph Chamberlain.

## Muerte

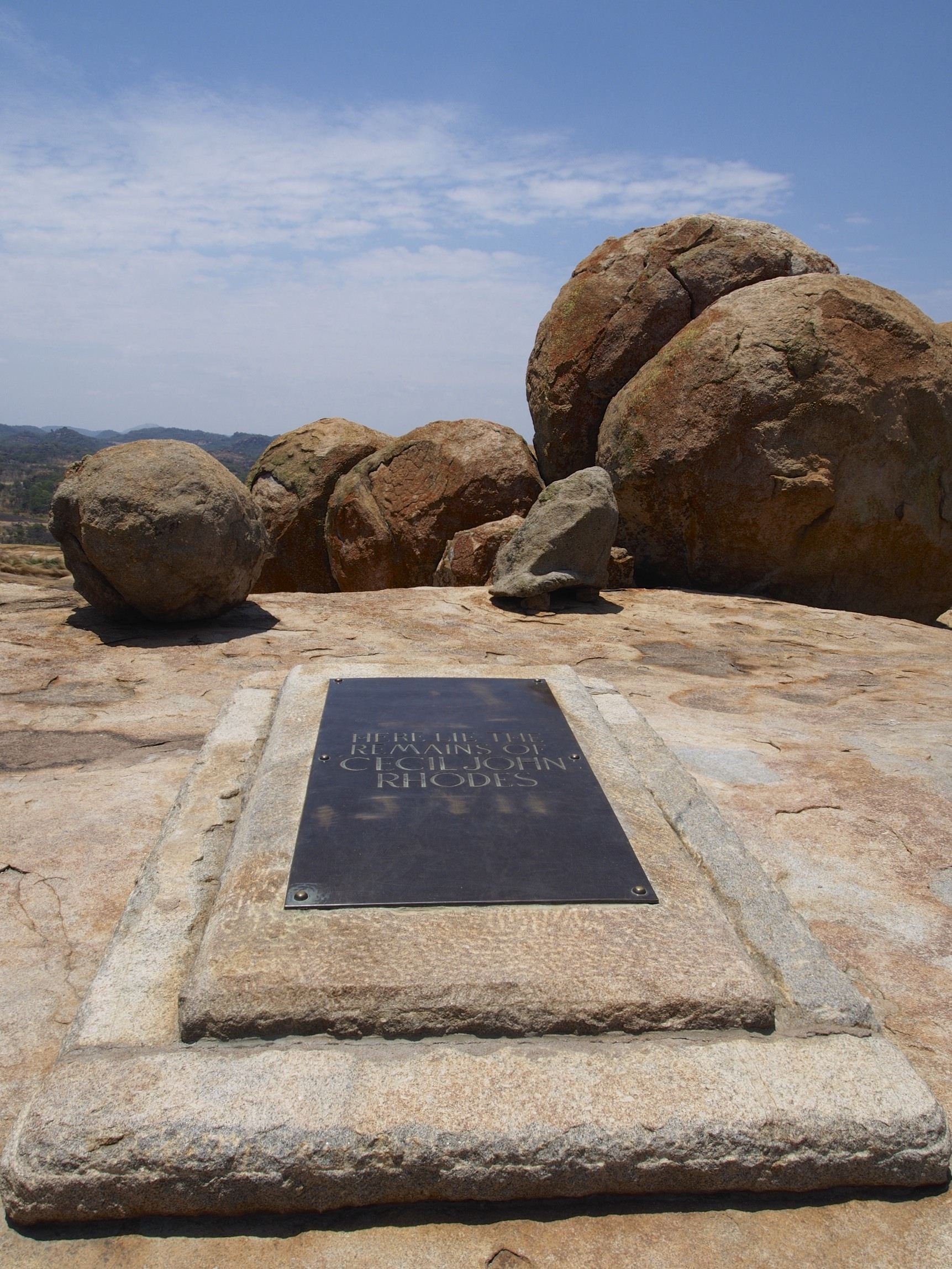
La tumba de Rhodes.

Aunque Rhodes seguía siendo una figura destacada en la política del sur de África, sobre todo durante la Segunda Guerra de los Bóeres, a partir de sus 40 años fue perseguido por la mala salud durante toda su vida.
El hecho de haber sido enviado a Natal por sus padres a la edad 16 años fue porque creía que el clima podría contribuir a tratar sus problemas cardíacos. A su regreso a Inglaterra en 1872, nuevamente su salud se deterioró con problemas cardíacos y pulmonares, en la medida en que su doctor, sir Morell Mackenzie, advirtió que solo podría sobrevivir seis meses. Más tarde Rhodes regresó a Kimberley, donde mejoró su salud. 
Sin embargo, a partir de los 40 años, su afección cardíaca regresó con severidad creciente. Rhodes murió a causa de un fallo cardíaco, el 26 de marzo de 1902, a los 48 años de edad, en su finca situada en Muizenberg. Fue enterrado al sur de Bulawayo, donde en la actualidad se encuentra el Parque Nacional de Matobo. Cabe destacar que en ese mismo lugar se encuentran enterrados Leander Starr Jameson y 34 soldados británicos muertos en la Patrulla Shangani. En Oriel College, uno de los primeros colegios de Oxford, en la fachada se halla una estatua de Cecil Rhodes. 
Debido al movimiento Black Lives Matter que desencadenó protestas contra el racismo por la muerte de George Floyd, hicieron que la universidad de Oxford decidiera retirar la estatua de su fachada, sin embargo, no se realizó por los costos, y para continuar la política de no quitar el homenaje, sino informar y enseñar sobre los peligros del racismo y la esclavitud.